# Teloloapan
Teloloapan är ett samhälle i Mexiko och administrativ huvudort i kommunen Teloloapan och delstaten Guerrero, i den södra delen av landet, 140 km sydväst om huvudstaden Mexico City. Teloloapan ligger 1 642 meter över havet och antalet invånare är 21 244.
Terrängen runt Teloloapan är huvudsakligen kuperad, men den allra närmaste omgivningen är platt. Runt Teloloapan är det ganska glesbefolkat, med 50 invånare per kvadratkilometer. Teloloapan är det största samhället i trakten. I omgivningarna runt Teloloapan växer huvudsakligen savannskog.